# Brisling
Brislingen (Sprattus sprattus), også kaldet skarpsild, er en op til 17 centimeter lang strålefinnet fisk i sildefamilien. Den er udbredt fra Sortehavet og Middelhavet langs Europas kyster til Nordnorge, men findes ikke vestover til Island. Den er udbredt i de danske farvande og i hele Østersøen. Brislingen anvendes hovedsageligt som industrifisk. Til konsum sælges den som halvkonserves under betegnelsen 'benfri sild'. I Tyskland spises den røget under navnet Kieler Sprotte.

## Udseende
Brislingen ligner silden meget, men kan kendes på bugens rækker af kølskæl, som hos brislingen stikker frem med en skarp spids, så midten af bugen ser savtakket ud. Derfor kaldes brislingen også skarpsild. Hos brislingen sidder bugfinnerne forholdsvis længere fremme end hos silden. I Danmark bliver brislingen sjældent over 17 centimeter lang eller mere end 5-6 år gammel.

## Levevis
Brislingen lever pelagisk, ofte nær overfladen, og nærmere kysterne end silden, som den ellers minder om i levevis. Føden er plankton, fx små krebsdyr.
Brislingen gyder om foråret, hvilket foregår som en massegydning, hvor hele stimer gyder æg og sæd samtidig. I modsætning til hos silden er brislingens æg pelagiske og driver vidt omkring med havstrømmene indtil klækningen, der gerne finder sted efter en uges tid. Efter et år er larverne cirka 10 centimeter lange. Brislingen bliver kønsmoden i en alder af to år og måler da 12-13 centimeter.

## Kieler Sprotte
I Tyskland er varmrøget brisling en værdsat specialitet. Er man en garvet brislingespiser, spises Kieler Sprotten i hel tilstand. Mange vælger dog at skære hovedet fra, inden resten af fisken indtages med både skind og ben.